# Festival Internacional de Cine de Punta del Leste
O Festival Internacional de Cinema de Ponta do Leste é um festival cinematográfico anual organizado na cidade balneária de Ponta do Leste, Uruguai.

## História

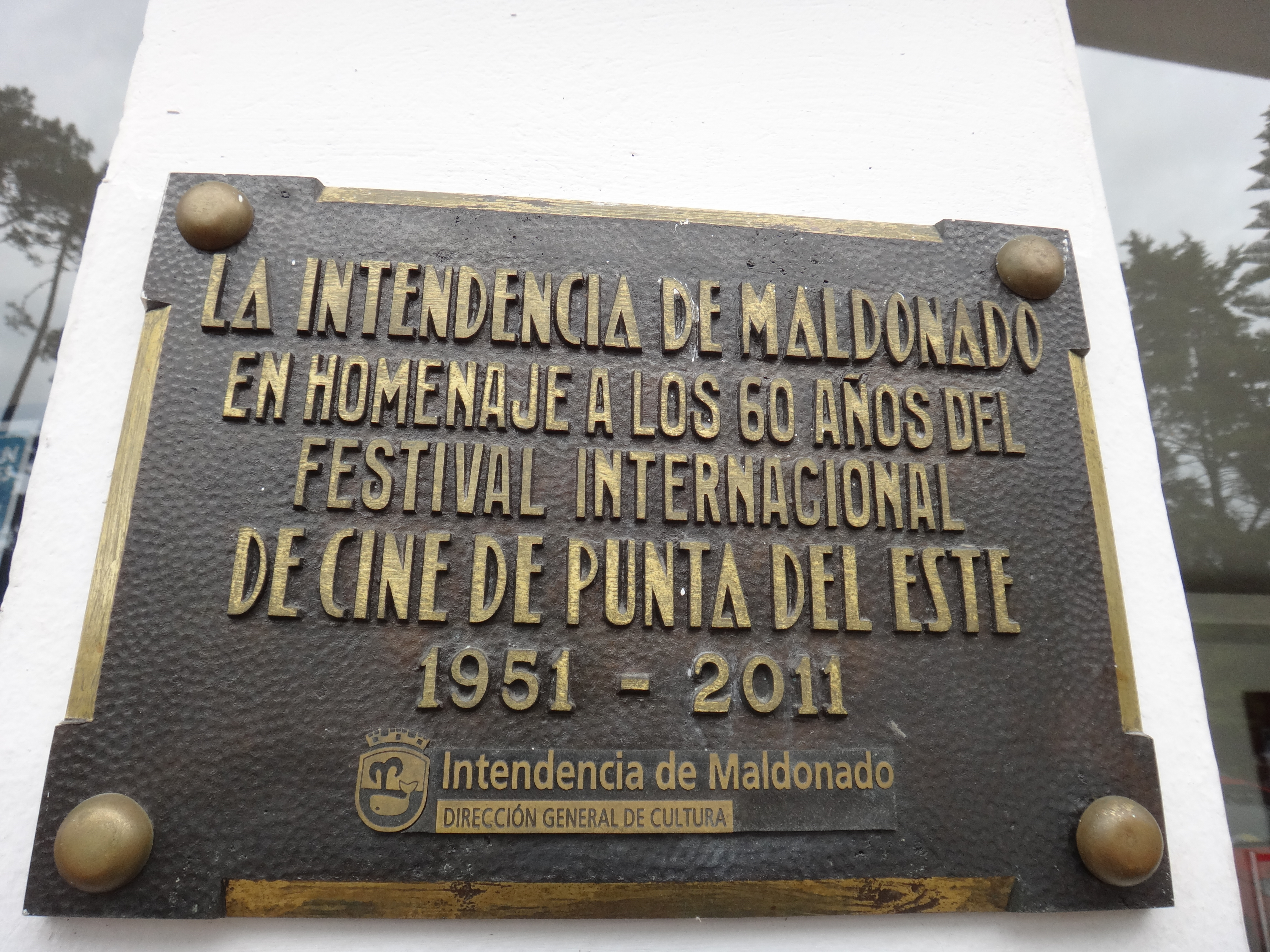
Placa comemorativa no Cinema Cantegril

Sua primeira edição realizou-se em 1951, a instâncias do empresário argentino Mauricio Litman. Nas instalações do Cantegril Country Clube receberam-se destacadas delegações de cineastas e atores como Silvana Mangano, Joan Fontaine e Gérard Philipe, e se exibiram títulos como Diário de um cura rural de Robert Bresson, A rodada de Max Ophüls, e A malvada de Joseph L. Mankiewicz. O júri esteve presidido pelo crítico de cinema José María Podestá.
Um ano mais tarde estreou-se Rashomon de Akira Kurosawa, Umberto D. de Vittorio de Sica, e Juventude, clássico de Ingmar Bergman. Depois destas duas edições iniciais, o Festival de Cinema de Ponta do Leste deixou de realizar por vários anos. 
Em épocas recentes, a Intendencia de Maldonado voltou a organizá-lo.